# Euscorpius
Euscorpius je rod lesních evropských štírů patřící do čeledi Euscorpiidae. Největší druh, štír italský (Euscorpius italicus), dorůstá až 5 cm, naopak nejmenší druh, štír německý (Euscorpius germanus), pouhých 1,5 cm. Vyznačují se hnědou barvou, která může být v až černá (např. štír italský) nebo hnědožlutá (štír baleárský, Euscorpius balearicus). Hlavní potravou jsou mouchy. Lidé se s těmito štíry setkávají nejčastěji na dovolené v Itálii a Chorvatsku, kde se žádní jiní štíři nevyskytují. Jinak se vyskytují v celé subtropické Evropě a v okolních středomořských státech, jako jsou např. Tunisko, Egypt, Alžírsko.

## Taxonomie
Rod Euscorpius prošel v ohledu taxonomie velkými změnami. Druh E. carpathicus byl rozdělen na několik druhů. Při revizi rodu bylo za druhy označeno několik dalších poddruhů i mimo E. carpathicus. Stále nevyřešený zůstává poddruh Euscorpius "carpathicus" fanzagoi z Francie a Španělska. Z Řecka Euscorpius "carpathicus" aegaeus, Euscorpius "carpathicus" ossae, Euscorpius "carpathicus" scaber. Chovatelům se jednotlivé druhy z E. "complex" carpathicus nedaří rozlišit. Někdy jsou tito štíři prodávaní
pod jmény E. krapovini nebo E. parvulus. Žádní takoví však nebyli popsáni.

## Chov
Štíři rodu Euscorpius jsou vděčnými chovanci a hodí se jako štír pro začátečníka. Chov těchto štírů je především českou specialitou, v ostatních částech světa jsou chováni jen vzácně. Pro chov postačí terárium 20 × 20 × 20 cm. Na dno je nutné dát vrstvu rašeliny nebo lépe lignocelu a na ni vrstvu sterilizované hrabanky s listy a kůrou jako úkryty. Dobrá je také mělčí napáječka s kamínky, aby se štír neutopil, a rozbitý květináč jako úkryt. Část terária může být sušší a část vlhčí. Jako potrava jsou vhodní menší cvrčci, potemníci, kukly potemníků a mouchy. Toto postačí pro veškeré druhy rodu. Pro drobnost mláďat a občasný kanibalismus není odchov pro začátečníka příliš snadný, ale při dostatku potravy je většinou zvládnut. Jako potrava jsou vhodné nelétavé octomilky, velcí chvostoskoci, drobní cvrčci a v nouzi postačí larvy škůdce jírovce klíněnky, kterou je třeba pracně vytáhnout ze světlých tunelů v listech.

## Štíři v Česku
Poblíž obce Nebřich u Slapské přehrady existovala početná kolonie štíra kýlnatého, pravděpodobně důsledek zavlečení: Taktéž nejbližší lokalita, v Rakousku na suché stráni u města Krems, je považována za důsledek vysazení. Štíři tohoto rodu byli několikrát vysazeni nebo zavlečeni do Česka. V Praze Krči existuje kolonie pravděpodobně Euscorpius tergestinus.
Na Moravě, v její nejjižnější části je možný výskyt štíra Euscorpius italicus, který však nebyl nikdy doložen. Bylo nalezeno několik štírů tohoto druhu, ale je možné zavlečení.

## Jedovatost
Všichni tito štíři jsou pro člověka neškodní a ani nejsou příliš útoční. Bodnutí má na člověka minimální účinky, není téměř bolestivé. Obecně se účinky přirovnávají k bodnutí vosy, ale pravdou je, že jed je velice slabý a stěží jej lze srovnávat s vosou. Štíry rodu Euscorpius lze přenášet bez pomoci pinzety i holou rukou. Štír se nesnaží bodnout a považuje ruku za úkryt, zvláště když je ve stínu. Takto lze přenášet většinu štírů. Neměli bychom však takto přenášet jedovaté nebo agresivní druhy. Setkal jsem se s bodnutím štírem Euscorpius oglasae, kdy se jednalo o nervozní březí samici. Bodnutý pociťoval svědění.

## Druhy
- Euscorpius alpha Caporiaco, 1950*(severní Itálie,jižní Švýcarsko,jižní Rakousko)
- Euscorpius balearicus Caporiacco, 1950*(Španělsko-Balearské ostrovy)
- Euscorpius beroni Fet, 2000*(severní Albánie)
- Euscorpius candiota (Birula,1903) (Řecko-Kréta)
- Euscorpius carpathicus (Linnaeus, 1767)(Rumunsko)
- Euscorpius concinnus (C. L. Koch, 1837)(Francie a Itálie)
- Euscorpius flavicaudis (DeGeer, 1778)(Španělsko.Itálie,Francie,Velká Británie)
- Euscorpius gamma Caporiaco, 1950*(Rakousko,Chorvatsko,Itálie,Slovinsko)
- Euscorpius germanus (C.L. Koch, 1837)(Itálie,Slovinsko,Švýcarsko,Rakousko)
- Euscorpius hadzii Caporiacco, 1950*
- Euscorpius italicus (Herbst, 1800)
- Euscorpius koschewnikowi Birula, 1900*
- Euscorpius mingrelicus (Kessler, 1874)
- Euscorpius naupliensis (C. L. Koch, 1837)*
- Euscorpius oglasae Di Caporiacco, 1950
- Euscorpius sicanus (C. L. Koch, 1837)
- Euscorpius tauricus (C. L. Koch, 1837)
- Euscorpius tergestinus (C.L. Koch, 1837)